# Чуб (посёлок)
Чуб — посёлок в Княжпогостском районе республики Коми в составе городского поселения Емва.

## География
Находится на расстоянии примерно 35 км на запад-юго-запад по прямой от центра района города Емва у железнодорожной линии Котлас-Воркута.

## История
Посёлок возник как поселение при лагерном пункте, где заключённые занимались заготовкой леса. Существовал ещё в 1940-е годы.

## Население
Постоянное население составляло 66 человек (русские 56 %) в 2002 году, 14 — в 2010.